# Неріман Алтиндаг Тюфекчі
Неріман Алтиндаг Тюфекчі (14 березня 1926, Стамбул, Туреччина — 3 лютого 2009, там само) — турецька співачка та диригентка. Сестра турецької співачки Періхан Алтиндаг Сьозері.

## Життєпис
Народилася 14 березня 1926 року в Стамбулі. Закінчила школу в рідному місті. Вона мала на рік старшу сестру, яка також стала співачкою. Вони обидві з дитинства працювали на «Ankara Radio». Неріман виконувала турецькі народні твори, вона навіть відмовилася від пропозиції диригента Германа Шерхена, який одного разу почув її спів, стати оперною співачкою.
1949 році Неріман призначено помічницею диригента хору «Юрттан Сеслер». 1953 року вона стала викладачкою співу. 1957 року заснувала та керувала жіночим хором. 1959 році влаштувалась на роботу на Стамбульське радіо.
1972 року повернулася на «Ankara Radio» і продовжила працювати солісткою та диригенткою. 1976 року Неріман пішла з «Ankara Radio». Після цього викладала в державній консерваторії Анкари.
Окрім різних радіо- і телевізійних концертів як диригентка та солістка, Неріман Тюфекчі давала концерти в Токіо та Ісікаві як спеціальний гість японського міністерства культури.
1990 року Неріман присвоєно звання «державний артист».

### Особисте життя
На роботі вона познайомилася зі своїм першим чоловіком — Музафером Сарисьозеном. Вони одружилися 1951 року, але через п'ять років, 1956 року, розлучилися. Вони мали сина на ім'я Меміл. 1958 року Неріман вийшла заміж вдруге. Її обранцем став музикант Ніда Тюфекчі. Того ж року в них народилася дочка Гамза Язиджі. Шлюб став також початком їхньої спільної кар'єри, найчастіше під час виступів Неріман співала, а Ніда акомпанував їй. Після поширення в Туреччині телебачення подружжя виступали також і на ньому. Вони спільно написали книгу «Місцеві пісні» (тур. Memleket Türküleri).
4 лютого 2009 року Неріман Тюфекчі померла від сердечного нападу. Похована на кладовищі Зінджірлікую.